# Orden der Heiligen Krone
Der Orden der Heiligen Krone (ungarisch: Magyar Szent Korona Rend) wurde 1942 formlos durch den ungarischen Reichsverweser und Staatsoberhaupt Miklós Horthy gestiftet, am 3. März 1943 mit Statuten versehen und war ausschließlich zur Verleihung an Ausländer vorgesehen, die sich um das Land Verdienste erworben hatten. So erhielt z. B. Joachim von Ribbentrop 1944 das Großkreuz mit Schwertern.

## Ordensklassen
Der Orden bestand aus acht Klassen 
- Großkreuz
- Kommandeurkreuz I. und II. Klasse
- Offizier
- Ritter
- Goldenes Verdienstkreuz
- Silbernes Verdienstkreuz
- Bronzenes Verdienstkreuz

Alle Klassen konnten für Militärverdienste mit gekreuzten Schwertern durch die Kreuzwinkel verliehen werden. Außerdem war eine Verleihung mit der Kriegsdekoration (einem grün emaillierten Eichenlaubkranz unter den Kreuzarmen) für Verdienste in Kriegszeiten möglich. Daher existieren Ordenszeichen mit Schwertern oder der Kriegsdekoration sowie mit Schwertern und der Kriegsdekoration.

## Ordensdekoration
Das Ordenszeichen ist ein goldgerändertes weiß emailliertes Kreuz. Im grün emaillierten Medaillon, dass von einem dichten Lorbeerkranz umschlossen ist, die goldene Stephanskrone.
Das Verdienstkreuz ist aus Bronze gefertigt, ohne Emaille und in den einzelnen Klassen vergoldet bzw. versilbert.

## Trageweise
Das Großkreuz wurde an einer Schärpe von der rechten Schulter zur linken Hüfte sowie mit einem achtstrahligen Bruststern, auf dem das Ordenszeichen aufliegt, getragen. Kommandeurkreuz I. und II. Klasse dekorierten die Auszeichnung als Halsorden, Kommandeure I. Klasse zusätzlich mit einem vierstrahligen Bruststern. Das Offizierskreuz wurde als Steckorden, Ritter- und Verdienstkreuz am Band auf der linken Brustseite getragen. Das Ordensband ist rot.

## Träger
- Johann Adolf Graf von Kielmansegg
- Walter Hertel
- Otto Neumann